# Dennis Sullivan
Dennis Parner Sullivan (Port Huron, 12 febbraio 1941) è un matematico statunitense, vincitore del premio Wolf nel 2010 e del Premio Abel nel 2022 per i suoi contributi alla topologia algebrica e allo studio della dinamica complessa.

## Lavori in topologia
Ricevette un bachelor nel 1963 dalla Rice University e conseguì il PhD a Princeton tre anni dopo. La sua tesi di dottorato, intitolata Triangulating homotopy equivalences, fu scritta sotto la supervisione di William Browder e rappresentò un grosso contributo alla teoria della chirurgia.
Fu membro permanente dell'Institut des hautes études scientifiques dal 1974 al 1997.
Sullivan fu uno dei primi ad occuparsi di metodi chirurgici per la classificazione di varietà a dimensioni elevate, assieme a Browder, Sergej Novikov e C. T. C. Wall. In omotopia Sullivan anticipò il concetto che gli spazi possano essere localizzati. Fondò, inoltre, insieme a Daniel Quillen, la teoria dell'omotopia razionale.

## Premi
- 1971 Premio Oswald Veblen per la geometria
- 1981 Premio Élie Cartan
- 1984 Premio Internazionale Re Faisal per la scienza
- 2004 National Medal of Science
- 2007 Premio Steele
- 2010 Premio Wolf
- 2022 Premio Abel[1]